# Zvonek okrouhlolistý

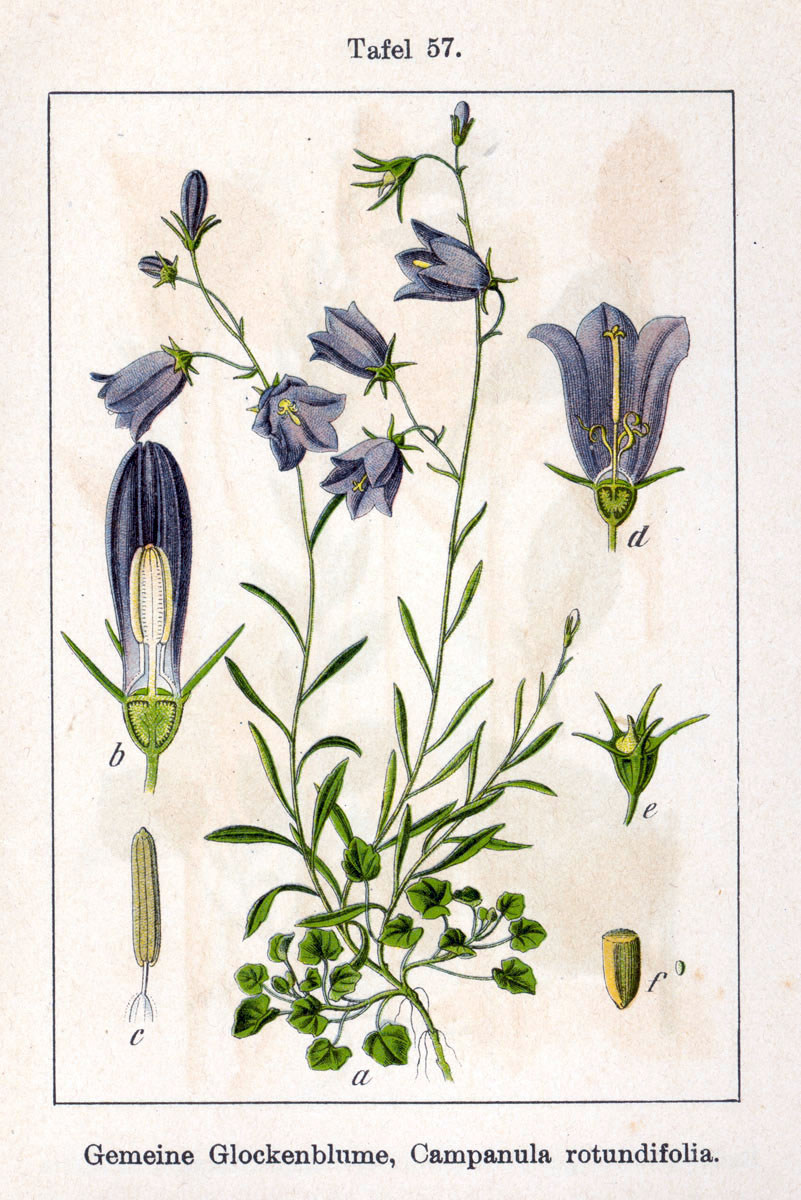
Nákres zvonku okrouhlolistého

Zvonek okrouhlolistý  (Campanula rotundifolia) je sytě modře kvetoucí bylina s typickým zvonkovitým tvarem květu, je variabilní druh rozsáhlého rodu zvonek a obvykle se člení do několika poddruhů.

## Rozšíření
Vyrůstá v mírném podnebném pásu Eurasie, od západní Evropy až po východní Sibiř. V Evropě probíhá jeho jižní hranice výskytu Pyrenejemi, Apeninami a Balkánem, na severu Britskými ostrovy a Skandinávii (zasahuje až na Špicberky). Dále je rozšířen v Severní Americe (včetně jihu Grónska) a na jihu Jižní Ameriky (až v Ohňové zemi). V závislosti na poddruhu vyrůstá v širokém spektru vlhkých i suchých, otevřených a nenarušovaných stanovišť jako jsou trvalé travní porosty, okraje polních cest a světlých lesů i pevné písečné duny. Roste od nížin až po členité hornatiny, může prospívat v kyselých vřesovištích i v kamenitých půdách s vápnitým podložím. Snese poměrně studené prostředí.

## Popis
Zvonek okrouhlolistý je vytrvalá rostlina, obvykle netrsnatého vzrůstu, s přímou, vystoupavou nebo téměř poléhavou holou nebo krátce chlupatou lodyhou. Dosahuje 20 - 40 cm, výjimečně i 60 cm výšky. Oblá lodyha vyrůstá z tenkého, větveného kořene s útlým plazivým oddenkem. Z kořene také vyrůstají neplodné výhonky s přízemními, u některých poddruhů již při kvetení zasychajícími listy. Tyto listy mají dlouhé řapíky a jejich vroubkované čepele mají tvar ledvinovitý až okrouhlý (odtud druhové pojmenování). Obvykle rozvětvené lodyhy jsou řídce porostlé přisedlými, úzce kopinatými až protáhle okrouhlými listy na okrajích často brvitými. Čím výše tím bývají užší a kratší, dolejší jsou oddáleně pilovité a horní většinou téměř celokrajné. Dosahují délky 1,5 až 8 cm a jejich střední šířka je okolo 1 cm. Je hemikryptofyt, obnovovací pupeny má těsně u země. V místě poranění roní bílou šťávu.
Převážně oboupohlavné, pětičetné, pravidelné, blankytně modré (ojediněle bílé) květy vyrůstající na tenkých, často prohnutých stopkách jsou sestaveny do řídkých hroznů. Zelené kališní lístky jsou čárkovité až čárkovitě kopinaté, bývají přímé nebo jen lehce odstávající. Koruna má široce zvonkovitý tvar a je dlouhá 12 až 30 mm. Korunní lístky jsou podlouhlé, lalokovité a na vrcholu většinou zašpičatělé. V květu je pět volných tyčinek jejichž nitky jsou stejně dlouhé jako žluté prašníky a dále čnělka s trojdílnou bliznou. Na spodním semeníku jsou nektarové žlázky pro opylující hmyz. Pro omezení samoopylení dozrávají vajíčka až po vysypání pylu z prašníků, vykvétá v květnu až září. Rostlina je velmi variabilní, nachází se ve formě diploidní (2n = 34) nebo polyploidní (tetraploidní nebo hexaplodní).
Plodem je visící kuželovitá tobolka až 6 mm dlouhá otvírající se třemi dírkami v horní části. Zralá, podlouhlá, drobná semena tak mohou vypadávat jen při jejich rozkmitání způsobeném živočichem nebo větrem.

## Taxonomie
V České republice rostou dva jeho poddruhy:
- zvonek okrouhlolistý pravý (Campanula rotundifolia subsp. rotundifolia), vyskytuje se v Čechách roztroušeně až hojně, na východní Moravě řídce a na jižní chybí.
- zvonek okrouhlolistý sudetský (Campanula rotundifolia subsp. sudetica), kriticky ohrožený druh a endemit, vzácně se nacházející jen v Krkonoších a v Hrubém Jeseníku.[1][3]

Členění zvonku okrouhlolistého do podruhů není jednoznačné. Zatím co převážně evropští botanici (včetně českých) jej v minulosti často rozdělovali do několika poddruhů (např.: Campanula rotundifolia L. subsp. lancifolia Mert. et Koch, Campanula rotundifolia L. subsp. arctica Lange, Campanula rotundifolia L. subsp. gieseckiana (Vest) Mela et Cajander, Campanula rotundifolia L. subsp. hispanica Willk., Campanula rotundifolia L. subsp. intercedens (Witasek) A. et D. Love, Campanula rotundifolia L. subsp. willkommii (Witasek) Blanca atd.) současní vědci většinou ze Spojeného království a Spojených států amerických taxonomickou hodnotu těchto poddruhů zpochybňují.